# Peter Hertmans
 (juin 2014).
Si vous disposez d'ouvrages ou d'articles de référence ou si vous connaissez des sites web de qualité traitant du thème abordé ici, merci de compléter l'article en donnant les références utiles à sa vérifiabilité et en les liant à la section « Notes et références ».
Peter Hertmans est un guitariste, compositeur et arrangeur belge né à Gand le 10 avril 1960.

## Biographie
À 9 ans, il commence la musique par le piano à l'académie de Gentbrugge. Le piano restera son instrument de prédilection pendant 10 ans, avec en particulier l'étude de la musique de Johann Sebastian Bach. À 20 ans, il se met à la guitare jazz et prend notamment des cours avec Paolo Radoni et Wim Overgauw. Il commence sa carrière en 1981, accompagné de Erik Vermeulen, Jean-Louis Rassinfosse et Dré Pallemaerts, ou Philippe Aerts et Jan de Haas avec un répertoire jazz classique.
En 1990, il reçoit le prix du meilleur soliste au festival de jazz de Wroclaw en Pologne et celui du public au Gaume Jazz Festival. Dans cette même décennie, il se rapproche de plus en plus de la composition et enregistre son premier album, Waiting, en 1993, avec Billy Hart, Hein van de Geyn et John Ruocco. Il participera à deux groupes dans cette même période : Ode for Joe et Greetings from Mercury. 
Il collaborera avec d'autres artistes dans la suite de sa carrière : notamment avec Billy Hart et Nicolas Thys pour Stone Sculpture ; avec Philip Catherine, Pierre Van Dormael, Victor da Costa et Quentin Liégeois dans le Guitar Orchestra ; avec Théo de Jong, Daniel Stokart et Lionel Beuvens ; le Quartet de Fabrice Alleman ; la chanteuse Bruxello-Marocaine Farida, etc.
Durant sa carrière, Peter Hertmans a également enseigné. De 1983 à 1992 au Jazz Studio d'Anvers ;  depuis 1992, au Koninklijk Conservatorium de Bruxelles et depuis 1996, il est le coordinateur de la section jazz du Lemmens instituut de Louvain.

## Récompenses
- Prix du meilleur soliste au festival de Jazz à Wroclaw (Pologne)
- Prix du public au Gaume Jazz Festival en 1990
- Nomination pour le Django d’Or en 2006
- Nomination pour les prix de musique Klara en 2007
- Prix de la bap-sabam en 2007 pour la composition Tritone Song

## Discographie (sélective)

### En tant que leader  ou co-leader
- 2013 : Alexandre Furnelle / Peter Hertmans duo - Sous les grands Arbres  (Quetzal Records)
- 2008 : Peter Hertmans 4tet – Cadences (Mognomusic)
- 2006 : Peter Hertmans / Erwin Vann / Nicolas Thys / Billy Hart - Stone Sculpture (Mognomusic)
- 2006 : The Belgian Jazz Factory / second session (Quetzal Records)
- 2006 : The Belgian Jazz Factory / first session (Quetzal Records)
- 2004 : Peter Hertmans Trio - The Other Side (Quetzal Records)
- 1999 : Jean-Pierre Catoul & Peter Hertmans – Restless (Quetzal Records)
- 1999 : Ode For Joe - Caribbean Fire Dance (W.E.R.F.)
- 1997 : Marco Locurcio / Peter Hertmans – Buddies (Jazz'Halo - Tonesetters – VKH)
- 1996 : Peter Hertmans / Jeroen Van Herzeele - Ode For Joe (Igloo)
- 1993 : Peter Hertmans - Waiting (Timeless)